# Fourchette

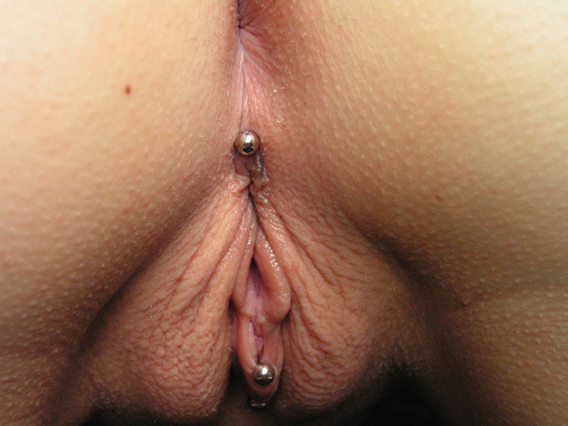
Piercing fourchette

Il fourchette ("forchetta", in inglese) è un tipo di piercing genitale femminile che viene applicato alla base della vulva, dove si incontrano le piccole labbra, poco prima del perineo.

## Caratteristiche
Si tratta di un piercing abbastanza raro, in quanto molte donne non hanno l'anatomia adatta per poterlo praticare, dal momento che il tessuto in questa zona può non essere sufficiente per permettere di praticare il foro. Tuttavia, se la donna interessata ad avere questo tipo di piercing ha l'anatomia adatta per farlo, si tratta di un piercing semplice da realizzare.
Trattandosi di un piercing molto raro è inoltre importante che sia praticato da un piercer esperto, poiché non avendo esperienza potrebbe non conoscerne abbastanza al proposito. È infatti importante non coinvolgere i tessuti vaginali, ma solamente i tessuti esterni.

## Cura e guarigione
La guarigione del piercing è altresì veloce, come del resto la maggior parte dei piercing nei genitali. Questo tipo di piercing impiega dalle 6 alle 12 settimane per una completa guarigione. Data l'area in cui viene praticato, prossima all'ano, l'igiene e la pulizia durante la guarigione sono fondamentali.
Data la localizzazione del piercing, le prime settimane possono risultare disagevoli. La zona viene infatti sottoposta a pressione quando ci si siede, indossando biancheria attillata, jeans e correndo in bicicletta. Anche l'attività sessuale va ridotta al minimo durante il periodo iniziale, evitando ogni penetrazione vaginale.

## Gioielleria
Non essendoci un gioiello specifico per questo raro tipo di piercing, viene perciò normalmente adottato un captive bead ring o un curved barbell. Lo spessore del gioiello utilizzato è normalmente di 10, 12 o 14 gauge.

## Motivazioni
Questo tipo di piercing viene praticato per ragioni strettamente erotiche, poiché il suo movimento durante la penetrazione può risultare sessualmente stimolante.